# Mistrzostwa Polski Juniorów w Saneczkarstwie 2017 (tory naturalne)
Mistrzostwa Polski Juniorów w saneczkarstwie na torach naturalnych 2017 zostały rozegrane w dniach 4–5 marca 2017 roku w Gołdapi.
W konkurencji jedynek kobiet zwyciężyła Sabina Zasuwa, natomiast w konkurencji mężczyzn złoto zdobył Paweł Spratek, srebro Rafał Zasuwa i brąz Marcin Sitkowski. W dwójkach zwyciężyli Rafał Zasuwa i Kacper Spratek. Drużynowo najlepszy okazał się KSS Beskidy Bielsko-Biała w składzie Rafał Zasuwa, Sabina Zasuwa, Kacper Spratek.